# Don’t Be So Hard on Yourself
Don't Be So Hard on Yourself – piosenka angielskiej wokalistki Jess Glynne i czwarty singel promujący jej debiutancki album I Cry When I Laugh.

## Lista utworów

### Singel cyfrowy
Wydanie: 31 lipca 2015 [Atlantic – (Warner)]
| 1. | "Don't Be So Hard on Yourself" | 3:31  |
|    |                                |       |
|    |                                | 03:31 |
|    |                                |       |

### Singel CD
Wydanie: 2 października 2015 [Atlantic 825646011490 (Warner) / EAN 0825646011490]
| 1. | "Don't Be So Hard on Yourself"                   | 3:33  |
|    |                                                  |       |
| 2. | "Don't Be So Hard on Yourself" (DJ S.K.T. Remix) | 6:02  |
|    |                                                  |       |
|    |                                                  | 09:35 |
|    |                                                  |       |

## Notowania

### Świat[1]
- Australia: 10
- Austria: 65
- Niemcy: 46
- Włochy: 47

### Polska
- Radio Koszalin (Złota Trzydziestka): 1[2]